# محمد ایلیوند
محمد ایلیوند (زاده ۱۴ ژانویهٔ ۱۹۸۵) یک بازیکن فوتبال اهل ایران است.